# Москаленко Анатолій Захарович
Анато́лій Заха́рович Москале́нко (*12 липня 1934, Красногорівка — † 13 листопада, 1999, Київ) — український письменник, журналіст, заслужений журналіст України, перший директор Інституту журналістики КНУ імені Тараса Шевченка. Дійсний член Міжнародної академії інформатизації, академік Академії наук вищої школи України та її перший віце-президент.

## Життєпис
Народився 12 липня 1934 року в місті Красногорівці (нині Мар'їнського району Донецької області) в робітничій сім'ї. Закінчив факультет журналістики Київського університету. Працював у газетах «Соціалістичний Донбас», «Радянська Україна», в апараті ЦК КПУ (зокрема, помічником другого секретаря ЦК КПУ І. З. Соколова).
1984 року став деканом факультету журналістики, а згодом директором Інституту журналістики Київського університету імені Тараса Шевченка. Керував факультетом, а потім Інститутом журналістики майже 20 років, є автором багатьох підручників, за якими тепер навчають майбутніх журналістів. Його вважають засновником сучасної української журналістики.

Могила Анатолія Москаленка

В останні роки життя працював радником Президента України.
Після довгої хвороби пішов із життя 13 листопада 1999 року. Похований на Байковому кладовищі (ділянка № 52а).

## Творчість
Автор понад 300 праць, з-поміж яких — підручники, навчальні посібники, монографічні видання: «Основи журналістики», «Сучасна журналістика», «Теорія журналістики», «Сучасна українська преса».
У своїй книзі «Теорія журналістики» він писав:

Журналістика залежить від часу. Ходіння у владу лежить у самій природі журналістики, але це ходіння повинно бути законодавчо закріплене, оскільки ми спостерігаємо відсутність правової свідомості у журналістів. Якщо відсутня правова свідомість, то це призводить до цинізму свободи, до того самого розриву між свободою і демократією… Викривлений стиль, скороспілість матеріалів, висновків, що не спираються на глибокі соціологічні дослідження. І як наслідок — інформаційні війни, ігнорування не лише законів і моралі, але й фактів.

Автор численних літературних і публіцистичних творів — оповідань, повістей, романів: «І Дніпро, і кручі», «Під небом вічності», «Краплина й море», «Дніпро у вогні», «Твого серця вогонь», «З відкритою душею».

## Нагороди і звання
Нагороджений орденами «За заслуги» III ступеня, «Ярослава Мудрого», «Святого Володимира» та почесним званням «Заслужений журналіст України».

## Родина
Москаленко Віталій Анатолійович — син, Кравчук Олена Анатоліївна — дочка, Кравчук Андрій Олександрович — онук, Москаленко Тарас Віталійович — онук, Кравчук Марія Олександрівна — онука.
Був сватом Президента України Леоніда Кравчука.

## Вшанування пам'яті
12 листопада 2004 року в Києві на будинку по Шовковичній вулиці, 29, відкрито бронзову меморіальну дошку (барельєф) Анатолієві Москаленку.

Його іменем названо навчальну авдиторію № 21 на 2-му поверсі Інституту журналістики КНУ імені Тараса Шевченка (вул. Ю. Іллєнка, 36/1), біля входу до неї відкрито пам'ятну дошку з барельєфом першого директора інституту.